# Dreyfusards
De Dreyfusards waren tijdens de Dreyfusaffaire de medestanders van de Joodse kapitein Alfred Dreyfus. Dreyfus werd in oktober 1894 gearresteerd en beschuldigd van spionage voor de Duitsers. Op 5 januari 1895 werd Dreyfus tijdens een geheim proces door de Franse krijgsraad tot levenslang veroordeeld en gedeporteerd naar het Duivelseiland voor de kust van Frans-Guyana. 
De mensen die vóór de veroordeling van Dreyfus waren (en ook bij dat standpunt bleven, ondanks dat in 1898 bekend werd gemaakt dat het voor Dreyfus belastende document vervalst was) werden Anti-Dreyfusards genoemd. De Dreyfusards streden juist voor de heropening van de zaak, omdat deze niet eerlijk was geweest (er was geen inzage geweest voor de verdediging in de geheime documenten) en omdat men meende dat de Franse majoor van Hongaarse afkomst, Charles-Ferdinand Walsin Esterhazy de echte spion was.
In 1899 werd Dreyfus opnieuw veroordeeld, nu tot vijf jaar gevangenisstraf. Hij kwam vrij omdat hij die straf reeds had uitgezeten. In 1906 werd hij onschuldig verklaard en werd hij gerehabiliteerd en ontving hij de rang van majoor.

## Leidende Dreyfusards en hun sympathisanten
De Dreyfusards waren linkse intellectuelen, republikeinen, socialisten, kunstenaars en progressieve journalisten, zoals:
- Georges Clemenceau — Frans politicus, premier (1906-1909; 1917-1920) en journalist
- Edgar Demange —  advocaat van Alfred Dreyfus
- Sébastien Faure — anarchist; pedagoog
- Anatole France — schrijver
- Louis Havet — latinist
- Bernard Lazare — anarchist
- Louis Leblois — advocaat van Alfred Dreyfus
- Gabriel Monod — historicus
- Marcel Prévost — schrijver van o.a. Le Scorpion
- Joseph Reinach — directeur van La République française; politicus
- Salomon Reinach — archeoloog en historicus
- Pierre Quillard — dichter; anarchist
- Auguste Scheurer-Kestner — vicevoorzitter van de Senaat
- Pierre Valdagne — schrijver
- Michel Verne — was in tegenstelling tot zijn vader, Jules Verne, een fel Dreyfusard
- Paul Viollet — Rooms-katholiek schrijver, medeoprichter Ligue des Droits de l'Homme
- Émile Zola¹ — schrijver; schreef J'accuse waarin hij de Franse staat beschuldigde van antisemitisme en waarin hij Dreyfus verdedigde

¹Bij zijn begrafenis in 1902 zei Anatole France in verband met de Dreyfusaffaire: "Hij is op zeker ogenblik het geweten van de mensheid geweest."